# ریوروود (اورگن)
ریوروود (به انگلیسی: Riverwood) یک منطقهٔ مسکونی در ایالات متحده آمریکا است که در شهرستان مولتنومه، اورگن واقع شده‌است. ریوروود ۱۳۲٫۸۹ متر بالاتر از سطح دریا واقع شده‌است.